# Direct3D
Direct3D（簡稱：D3D）是微軟公司在Microsoft Windows作業系統上所開發的一套3D繪圖編程介面，是DirectX的一部份，目前廣為各家顯示卡所支援。與OpenGL同為電腦繪圖軟體和電腦遊戲最常使用的兩套繪圖編程介面之一。
1995年2月，微软收购了英国的Rendermorphics公司，將RealityLab 2.0技术發展成Direct3D标准，並整合到Microsoft Windows中，Direct3D在DirectX 3.0開始出現。後來在DirectX 8.0發表時與DirectDraw編程介面合併並改名為DirectX Graphics。

## 架構

抽象層

Direct3D與Windows GDI是同层级组件。Direct3D裝置有二種不同的操作模式：windowed和exclusive。在windowed模式下，必須使用back buffer。在Exclusive模式下，Direct3D直接呼叫顯示卡驅動程式，而不通过GDI。
Direct3D的抽象概念包括：devices, swap chains和resources。
有4種device type，D3DDEVTYPE定义了设备类型。
- HAL（hardware abstraction layer）：使硬體加速。
- reference：應用程序請求一個reference設備。
- null reference：當系統沒有裝SDK，但是應用程序請求一個reference設備的時候，它就返回一個null reference。
- 可插拔的軟件（Pluggable software）；設備通過RegisterDevice設備方法提供。

Device

每一個裝置至少要有一個swap chain.一個swap chain可用來產生一個或多個back buffer surfaces。渲染目标（render target）也是back buffer surface。back buffer是屬於渲染（render）的部份。所有的back buffer都是合理的render target，但是並非所有render target都是back buffer。surface是一种资源，包含一个矩形集合的像素数据，如color, alpha, depth/stencil。
资源有4個属性：
- Type：资源的类型，如顶点缓冲区（vexert buffer），或一个渲染目标（render target）。
- Usage：资源的用途，如纹理（texture）或渲染目标，是一系統的旗標所組成，每個旗標佔1 bits。
- Format：資料的格式，如一个二维表面的像素格式。例如，D3DFMT_R8G8B8的值是一個24 bits的顏色深度（colour depth，8 bits是紅色，8 bits綠色以及8 bits是藍色）。
- Pool[1]：资源所分配的内部記憶體空间类型。

## 管道

Graphics pipeline process

Direct3D 10 API定義了vertices（顶点）, textures（纹理）, buffers（缓冲区），以及state群組轉換到螢幕上的流程。這樣的流程被描述成rendering pipeline（渲染流水线），其中有著許多不同的阶段. Direct3D 10 渲染流水线的各阶段包括： are:
1. 输入组装（Input Assembler）：從程式裡讀取顶点，並將程式提供的数据装進流水线。
2. 頂點著色引擎（Vertex Shader）: 每次处理一个顶点，比如变换、贴图、光照。
3. 幾何著色器（Geometry Shader）: Shader Model 4.0引進了幾何著色器，使用Shader资源来处理點、線、面的几何坐标变换，一次最多处理六个点，快速地将模型类似的顶点结合起来进行运算。此一过程无需CPU參與。
4. 流输出（Stream Output）：将Vertex Shader和Pixel Shader处理完成的数据输出给使用者。
5. 光栅化（Rasterizer）: 把算完的顶点转成像素，再將像素（pixels）輸出給pixel shader. 这里亦可執行其他工作，像是切割非視覺性的像素，或者对顶点进行插值以得到像素数据。
6. 像素著色引擎（Pixel Shader）：決定最后要往渲染目标（render targe）写入的像素顏色，同时也可以计算一个准备写到深度缓冲区的深度值。
7. 输出混合（Output Merger）：接收來自于pixel shader的slice，進行傳統的Stencil測試和Depth測試，整併各種不同的輸出資料，用以建立最後之結果。

## 顯示模式
Direct3D有兩種display modes:
- 全螢幕模式（Fullscreen mode）:全螢幕是指畫面全部被Direct3D所佔據，不會再顯示其他的視窗畫面。目前市面上發展的遊戲軟體多採用此模式。
- 視窗模式（Windowed mode）:視窗模式是指可以有多個視窗同時出現在螢幕上。

## 歷史
1992年，Servan Keondjian開創RenderMorphics公司，成立了一個Reality Lab實驗室，專事3D圖形技術及API技術研究。有兩種版本的API被釋出。1995年2月微軟買下RenderMorphics，由Keondjian在Windows 95上開發3D圖形引擎，主持Direct3D项目的开发。
Window 95推出之時，微軟一口氣發表了DirectX 1.0、DirectX 2.0和DirectX 3.0。DirectX 1.0推出時，只包括DirectDraw、DirectPlay、DirectInput、DirectSound四部分，DirectX 2.0內附了Direct 3D，但功能有限，無法與OpenGL、3dfx等API函数相提並論。1996年9月发布的Direct 3.0被认为是DirectX的第一套完整版本。不久，DirectX 3.0更新3.0a、3.0b，版号从4.04.00.0068增加到了“4.04.00.0069”，僅是附加了一个被称为Direct3D的组件，這正是Keondjian的傑作。當時的Direct3D有两種模式，一是Retain模式，另一個是Immediate模式，皆以COM建構而成。1996年Westwood工作室发布以DirectX開發的即时战略游戏《红色警戒》，大賣1200万套。
DirectX 4.0並未推出就有DirectX 5.0。1997年6月推出DirectX 5.0，加入DrawPrimitive API，加入了对MMX的支援，不久微軟又推出支援D3D加速卡的DirectX 5.0a版和5.1版、5.2版。
Direct3D 6.0，1998年秋微軟推出，引進多重貼圖（multitxture）以及stencil buffer
Direct3D 7.0引進硬體座標轉換以及光影計算（Hardware Transform and Lighting），並支援.dds檔。
Direct3D 8.0引進了可編程管道（Programable Function Pipeline）的概念，Direct3D在8.0版以前只能工作在固定管道（Fixed Function Pipe-line）的模式下。2001年微軟正式發表的Direct3D 8.0支援处理顶点的Vertex Shader，以及处理像素的Pixel Shader。使Direct3D的技術正式超越勁敵OpenGL。DirectX 8中的著色器是用低階著色器語言（Low Level Shading Language）編寫的。
Direct3D 9.0使用HLSL（全稱High Level Shading Language）编写Vertex Shader和Pixel Shader，有助於著色器的編寫和所產生程式碼的效率，並且大幅地縮短設計時間。Windows Vista推出DirectX的兩種新類型：Direct3D 9Ex和Direct3D 10。Direct3D 9Ex是DirectX 9的擴充版，除了Direct3D 9外，還增加了Windows Vista driver部分新功能的應用程序而設計。Direct3D 9Ex和Direct3D 10均构建於WDDM之上。只有透過WDDM才能在Vista上使用Direct3D。

## Direct3D 10
Direct3D 10相對Direct3D 9大量代碼重新編寫，Direct3D 10著眼在高階繪圖程式，所有render都要寫shader。但本質上功能並沒有太大改變，只能算是對舊XP時代的問題重新更正，提供更高的可程式化及資源運用，以適合Vista使用。
Direct3D 10新特色：
- 全新的graphics pipeline：
  - fixed pipeline皆改成programmable的shader，
  - 增加geometry shader、stream out，
  - culling、cliping、blending等stage合為output merger stage
- 新的resource type: constant buffer、texture array。Texture array可容許最多512個Texture。
- resource引進view的概念
- guaranteed feature set
- GPU呈現多工（multitasking）

## Direct3D 10.1
Direct3D 10.1是Direct3D 10.0的小型的更新，2007年8月微軟釋出Direct3D 10.1以及Shader Model 4.1的測試版本。Direct3D 10.1規定幾個更多圖像質量標準為圖表供營商，給予開發商對圖像質量（image quality）的更多控制。XAudio 2 将取代DirectSound，成为最新的跨平台音频API。

## Direct3D 11
Direct3D 11架構於Direct3D 10的基礎之上，但相較於Direct3D 10只支援Vista作業系統, Direct3D 11更可以支援Windows 7及Windows Vista。Direct3D 11新增以下的功能：
- 鑲嵌（Tessellation, 即曲面细分）
- 多執行緒渲染（Multithread Render）
- 计算着色器（Compute Shader）：支援GPGPU，提供新版HLSL語言，與 nVidia 的 CUDA 或OpenCL 功能類似。

其他還有物件導向化的Shader Model 5等功能。之前DirectX 10還是單執行緒，檔案存取與繪圖指令共用同一個執行緒，容易造成畫面遲緩的現象，與DirectX 10相比，Direct3D 11有了更好的解決方案。
DirectX 11的pipeline新增Hull Shader、Tessellator、Domain Shader來實現tessellation, 可以快速讓成像3D的小三角型快速增加。至於Computer Shader則是GPGPU的實現，以GPU的平行處理能力與浮點運算能力來實現CPU的運算，能夠同時支援ATI以及Nvidia的顯示卡，不受繪圖流程的限制。DirectX11還支持Intel的支持Ray Tracing（光線跟蹤）與Rasterization（光柵化）技术，使3D效果更真实，更加逼真。
以Direct3D開發3D圖形程序，可以採用COM inteface，也可以採用.NET Framework的方式，WPF會使用Direct3D 9與GPU。Direct3D 11技术是DX10.1的超集，支援DX11.0、DX10.1/10.0、DX9.3/9.2/9.1等。
Windows 7 Desktop Windows Manager將會支持Direct3D 10.1 API。可將顯卡帶寬的佔用率降低大約50%。DirectX 11可向下相容於DirectX 10的顯示卡，同時也能夠在Windows 7與Vista上執行。

## Direct3D 與 Windows Vista
Vista 引入了 DirectX 的两种新类型:Direct3D 9Ex 和 Direct3D 10。DirectX 10僅適用於Windows Vista，针对 Windows Vista 进行了全新构建，构建于Vista 显示器驱动程序模型 (WDDM) 之上，並引入新的硬體模式、绘图管线和渲染特性，让开发人员更接近硬體。一些由於游戏需要SM 2.0，Vista 将使用SM 2.0来渲染桌面。

## 範例
用Direct3D 9畫三角形：
```
 
// A 3-vertex polygon definition

 
D3DLVERTEX
 
v
[
3
];

 
// Vertex established

 
v
[
0
]
=
D3DLVERTEX
(
 
D3DVECTOR
(
0.f
,
 
5.f
,
 
10.f
),
 
0x00FF0000
,
 
0
,
 
0
,
 
0
 
);

 
// Vertex established

 
v
[
1
]
=
D3DLVERTEX
(
 
D3DVECTOR
(
0.f
,
 
5.f
,
 
10.f
),
 
0x0000FF00
,
 
0
,
 
0
,
 
0
 
);

 
// Vertex established

 
v
[
2
]
=
D3DLVERTEX
(
 
D3DVECTOR
(
0.f
,
 
5.f
,
 
10.f
),
 
0x000000FF
,
 
0
,
 
0
,
 
0
 
);

 
// Function call to draw the triangle

 
pDevice
->
DrawPrimitive
(
 
D3DPT_TRIANGLELIST
,
 
D3DFVF_LVERTEX
,
 
v
,
 
3
,
 
0
 
);

```

用Direct3D 11畫三角形：
```
 
struct
 
Vertex
 
{
 
float
 
x
,
 
y
,
 
z
;
 
D3DCOLOR
 
color
;
 
};

 
Vertex
 
triangle
[]
 
=
 
{

  
{
 
0.f
,
 
5.f
,
 
10.f
,
 
0x00FF0000
 
},

  
{
 
0.f
,
 
5.f
,
 
10.f
,
 
0x0000FF00
 
},

  
{
 
0.f
,
 
5.f
,
 
10.f
,
 
0x000000FF
 
}

 
};

 
// set Flexible Vertex Format

 
pDevice
->
SetFVF
(
D3DFVF_XYZ
 
|
 
D3DFVF_DIFFUSE
);

 
// Draw - UP stands for 'user pointer', that is data

 
// that is provided through a pointer and not through buffers

 
pDevice
->
DrawPrimitiveUP
(
D3DPT_TRIANGLELIST
,
 
1
,
 
triangle
,
 
sizeof
(
Vertex
));

```

## 外部連結
- DirectX website
- DirectX 10: The Future of PC Gaming（页面存档备份，存于） Technical article discussing the new features of DirectX 10 and their impact on computer games